# Tiombe Lockhart
Tiombe Lockhart é uma cantora e compositora estadunidense de Neo soul e R&B.

## Começo de vida
Lockhart nasceu em Atlanta, Geórgia. Aos 12 anos de idade ela mudou-se para Los Angeles e se formado no Los Angeles County High School em Artes. Em 1997 ela estabeleceu-se em Nova Iorque onde ela se graduou no The New School com o Bacharelado em Artes Plásticas em Vocal Jazz Performance diploma.

## Carreira
No começo da década de 2000 ela performou em vários locais da Costa Oeste dos Estados Unidos, frequentemente com um suporte de Bilal. Depois da colaboração com MCs do grupo Living Legends (The Grouch, Eligh e Scarub), ela começou cooperar com o Platinum Pied Pipers. Tiombe foi destaque em três canções no álbum do grupo Triple P, que atraiu críticas positivas e a cobertura da imprensa. A colaboração continuou durante a turnê promocional do grupo e, como resultado Tiombe recebeu uma oferta para gravar seu álbum de estreia na gravadora Bling 47, formado por Waajeed do Platinum Pied Pipers. Em 2008 she formou o vanguardista grupo de electro -funk, Cubic Zirconia com Nick Hook e Daud Sturdivant. Eles lançaram seu álbum de estreia, Follow Your Heart, em 20 de setembro de 2011.